# Faustina (kejsarinna)
Faustina, född 340, död efter år 366, var en romersk kejsarinna, gift med kejsar Constantius II.
Faustina gifte sig med Constantius under hans vintersemester i Antiochia vid Orontes år 361 och födde en dotter, Flavia Maxima Constantia, efter hans död. Hon var närvarande då upprorsledaren Procopius kröntes till kejsare i Konstantinopel år 365 och visade genom sin och dotterns närvaro att denne hade stöd av hennes förre makes dynasti. Procopius höll hennes dotter i famnen, och de följde sedan med honom på hans fälttåg, vilket höjde moralen bland trupperna och fungerade som ett starkt propagandastöd.   